# Làm việc theo nhóm
Làm việc theo nhóm là tập hợp 3 hoặc nhiều người để hoàn thành một mục tiêu nhất định. Làm việc theo nhóm giúp chúng ta hoàn thành công việc hiệu quả hơn.

## Các loại hình
Có hai hình thức nhóm gồm: Nhóm chính thức và nhóm không chính thức: 
- Nhóm chính thức là nhóm có tổ chức ổn định, có chức năng nhiệm vụ rõ ràng, thường tập hợp những người cùng chung chuyên môn hoặc có chuyên môn gần gũi nhau, tồn tại trong thời gian dài.
- Nhóm không chính thức thường được hình thành theo những yêu cầu nhiệm vụ đột xuất, có thể là tập hợp của những người có chuyên môn không giống nhau và ở nhiều lĩnh vực khác nhau. Nhóm không chính thức có nhiệm vụ giải quyết nhanh một hoặc một số vấn đề trong thời gian ngắn.

Đa số các tổ chức đều xuất hiện cả nhóm chính thức và nhóm không chính thức.

## Các giai đoạn phát triển của làm việc theo nhóm
- Quá trình hình thành và phát triển nhóm làm việc gồm có 5 giai đoạn: Giai đoạn hình thành; giai đoạn sóng gió; giai đoạn chuẩn hóa; giai đoạn thể hiện và giai đoạn kết thúc hoặc điều chỉnh.
- Giai đoạn "Hình thành": Tập hợp các cá nhân khác biệt giống thời kỳ khởi đầu của quan hệ tình cảm xã hội. Tâm lý thường là háo hức, kỳ vọng, nghi ngờ, lo âu, rụt rè. Điều quan trọng trong giai đoạn này là phải thúc đẩy các hoạt động giao tiếp để làm quen giữa các thành viên và các thành viên cũng cần phải thử vai trò lãnh đạo của trưởng nhóm.
- Giai đoạn "Sóng gió": Công việc bắt đầu được triển khai một cách chậm chạp, đầy trắc trở, không khí làm việc trong nhóm trở nên căng thẳng, chất lượng công việc không cao. Sự khác biệt về cá tính, cách làm việc, khả năng nhìn nhận vấn đề sẽ dẫn đến những mâu thuẫn, thậm chí là xung đột giữa các thành viên, làm gia tăng nguy cơ đổ vỡ nhóm làm việc. Khi mức độ không hài lòng đồng hành cùng cảm giác bất mãn, thay vì tập trung lại và hướng tới mục tiêu chung, họ dành sức mạnh để phòng thủ và sẵn sàng chĩa vào nhau. Trong giai đoạn này, điều quan trọng là phải khuyến khích các thành viên tham gia để giải tỏa mâu thuẫn và sự khác biệt để họ cùng nhau thiết lập các nguyên tắc và cách thức làm việc. Các cá nhân có hành vi "không phù hợp" phải bị đào thải.
- Giai đoạn "Chuẩn hóa": Các mâu thuẫn và vấn đề đang tồn tại được dàn xếp và giải quyết. Các quan hệ đi vào ổn định. Các chuẩn mực được hình thành và hoàn thiện. Các thành viên trong nhóm quen dần và điều hòa những khác biệt giữa họ. Sự xung đột về tính cách giảm dần và tính thích hợp tăng lên. Quan hệ bạn bè, đồng đội thực sự hình thành trong giai đoạn này. Sự chân thành, tin tưởng và gắn bó trở nên rõ nét. Các trật tự được thiết lập.
- Giai đoạn "Thể hiện": Đây là giai đoạn phát triển cao nhất của làm việc theo nhóm - giai đoạn hợp tác để thực hiện các mục tiêu của nhóm. Cảm giác tin tưởng, hòa nhập, gắn kết mạnh mẽ. Sự háo hức thể hiện rõ. Mức độ cam kết về công việc cao. Họ đối mặt để giải quyết các vấn đề một cách chín chắn và tích cực vì lợi ích chung. Cảm giác trưởng thành thực thụ ở tất cả các thành viên của nhóm.
- Giai đoạn "Kết thúc": Đây là giai đoạn mà các thành viên đã hoàn thành mục tiêu chung và các thành viên không còn phụ thuộc vào nhau nữa. Nhiệm vụ hoàn thành thì nhóm sẽ kết thúc vai trò để xây dựng hoặc tập hợp thành các nhóm mới với mục tiêu mới. Hoạt động của nhóm thường được giám sát và đánh giá để rút kinh nghiệm và bài học cho các nhóm khác, dự án khác

## Ứng dụng
Làm việc theo nhóm được ứng dụng khá phổ biến trong công tác quản trị nhân sự hiện đại. Các loại hình công việc được phân tích phù hợp với việc ứng dụng làm việc theo nhóm đều được áp dụng triệt để.
Tuy nhiên, một trong những ứng dụng phổ biến nhất của làm việc theo nhóm chính là các dự án.
Ví dụ trong 1 dự án, khi ban lãnh đạo đưa ra 1 dự án, các thành viên được giao nhiệm vụ trong dự án đó, ngoài việc hoàn thành công việc của riêng mình ra, còn phải dùng kĩ năng làm việc theo nhóm để giúp cho dự án hoàn thành tốt trong thời gian ngắn nhất và đạt hiệu quả cao nhất.
- Các thành viên trong nhóm khi có ý kiến nào nổi bật, không nên âm thầm làm việc một mình mà phải đưa ra cho mọi người, nếu mọi người cùng nhất trí với ý kiến của thành viên đó thì ý kiến đó sẽ được duyệt, ngược lại thì phải chỉ ra ý kiến của thành viên đó tồi chỗ nào.
- Khi có 1 thành viên trong nhóm bức xúc 1 thành viên khác cùng trong nhóm, thì phải nói ra, để mọi người cùng tìm hiểu và ngay lập tức giải quyết mối bất hòa ấy, vì nếu không nhóm sẽ khó làm việc với nhau lâu dài nếu cứ cãi vã lẫn nhau.